# Mohammad Taghi Majidi
Mohammad Taghi Majidi (en persa: محمدتقی مجیدی‎) ‎ fue un general y líder militar iraní.

## Historia
Majidi nació en Rasht en 1910 y llegó a Teherán después de recibir una educación secundaria en esta ciudad e ingresar a la escuela de oficiales. Se graduó de esta escuela en 1932.
Majidi eligió sus actividades militares en las fuerzas terrestres y la infantería y en 1946 ascendió al rango de coronel y se convirtió en comandante de una brigada de infantería de una escuela de oficiales. Posteriormente, en 1950, fue nombrado comandante de la Brigada Zahedan en 1950, y tras el golpe de Estado iraní de 1953, con el grado de general de brigada. Después de algún tiempo, fue trasladado a Teherán y se convirtió en el comandante de la División Central de Infantería.
Posteriormente, Majidi fue nombrado jefe de los tribunales militares contra la red de oficiales del partido Tudeh y condenó a esos oficiales a muerte dentro de los tres mandatos del tribunal militar de primera instancia. Tras el intento de asesinato de Hossein Ala por parte de miembros de Fadaiyan-i-Islam y la detención de miembros de este grupo, el general Majidi presidió el tribunal correspondiente y condenó a muerte a Nawab Safavid.
En 1957, recibió el rango de mayor general y comandante del Cuerpo de la Guardia Nacional Persa, y luego, después de recibir el rango de teniente general (Sepahbod), fue elegido comandante del Cuerpo Central y el general Majidi se retiró en 1966.

## Después de la revolución
El general Majidi fue arrestado y ejecutado después de la revolución de 1979 debido a la corte marcial militar de Safavid Nawab y su sentencia de muerte. y Majidi fueron fusilados la noche del 11 de abril de 1979.